# Meliosma schlimii
Meliosma schlimii är en tvåhjärtbladig växtart som först beskrevs av Porphir Kiril Nicolai Stepanowitsch Turczaninow, och fick sitt nu gällande namn av Urban. Meliosma schlimii ingår i släktet Meliosma och familjen Sabiaceae. Inga underarter finns listade.